# للیتسه
للیتسه (به لاتین: Lelice) یک روستا در لهستان است که در گمینا گوزدووو واقع شده‌است.